# Hængesæk
En såkaldt hængesæk er et plantesamfund dannet af sammenfiltrede rødder og stængler, der forekommer og vokser i overfladen af en mose eller over åbent vand uden nogen forbindelse til bunden. Der er således ikke tale om de vandplanter, der vokser under vandet, eller åkander der har rødderne fast forankret i bunden, ej heller siv, dunhammer og lignende der vokser på lavt vand men har rødderne i bunden. Bestanden kan være så tæt, at man ikke aner vandet derunder. Ældre hængesække kan visse steder bære et menneskes vægt, men ikke overalt. Det kan derfor være livsfarligt at bevæge sig ud på en hængesæk, da man kan falde igennem den og derved komme ned under plantedækket.
Hængesæk er betegnelsen for en naturtype i Natura 2000-netværket, med nummeret 7140.

## Plantevækst
Planten Kærmysse optræder ofte i store bestande i hængesæk, specielt i højmosers lagg-zoner – da planten er karakteristisk kan den være med til at identificere hængesæk, men der forekommer også hængesæk uden Kærmysse.
Arter
- Kærmysse
- Tvepibet Lobelie
- Hvid Næbfrø
- Bukkeblad
- Smalbladet Kæruld

## Eksempler på Naturtypen
Biotopen er ikke ualmindelig i Danmark, specielt i sure og brunvandede moser samt i højmosers lagg-zone.